# William Conybeare
William Daniel Conybeare (Londres, 7 de junho de 1787 — Winchester, 12 de agosto de 1857), reitor de Llandaff, foi um geólogo e paleontólogo inglês. Ele é provavelmente mais conhecido por seu trabalho inovador sobre fósseis de répteis marinhos na década de 1820, incluindo artigos importantes para a Sociedade Geológica de Londres sobre a anatomia do ictiossauro e a primeira descrição científica publicada de um plesiossauro.

## Vida e carreira

### Infância e educação
Ele era neto de John Conybeare, bispo de Bristol (1692–1755), um notável pregador, e filho do Dr. William Conybeare, reitor de St Botolph-without-Bishopsgate. Nasceu em Londres, onde foi educado na Westminster School, depois foi em 1805 para a Christ Church, Oxford, onde em 1808 obteve o diploma de bacharelado, com primeiro em clássicos e segundo em matemática, e prosseguiu para o mestrado três anos depois.

### Início de carreira
Tendo entrado nas ordens sagradas, ele se tornou em 1814 coadjutor de Wardington, perto de Banbury, e aceitou também um cargo de conferencista em Brislington, perto de Bristol. Durante este período, ele foi um dos fundadores da Bristol Philosophical Institution (1822). Ele foi reitor de Sully em Glamorganshire de 1823 a 1836, e vigário de Axminster de 1836 a 1844. Ele foi nomeado conferencista de Bampton em 1839, chamado e posteriormente publicado em um livro como An Analytical Examination into the Character, Value, and Aplicação Justa dos Escritos dos Padres Cristãos durante o Período Ante Niceno. Ele foi instituído no reinado de Llandaff em 1845.

### Geologia
Atraído para o estudo da geologia pelas palestras do Dr. John Kidd, ele perseguiu o assunto com ardor. Assim que deixou a faculdade, ele fez longas viagens na Grã-Bretanha e no continente, e se tornou um dos primeiros membros da Sociedade Geológica. Tanto Buckland quanto Sedgwick reconheceram sua dívida para com ele pelas instruções recebidas quando começaram a devotar atenção à geologia.

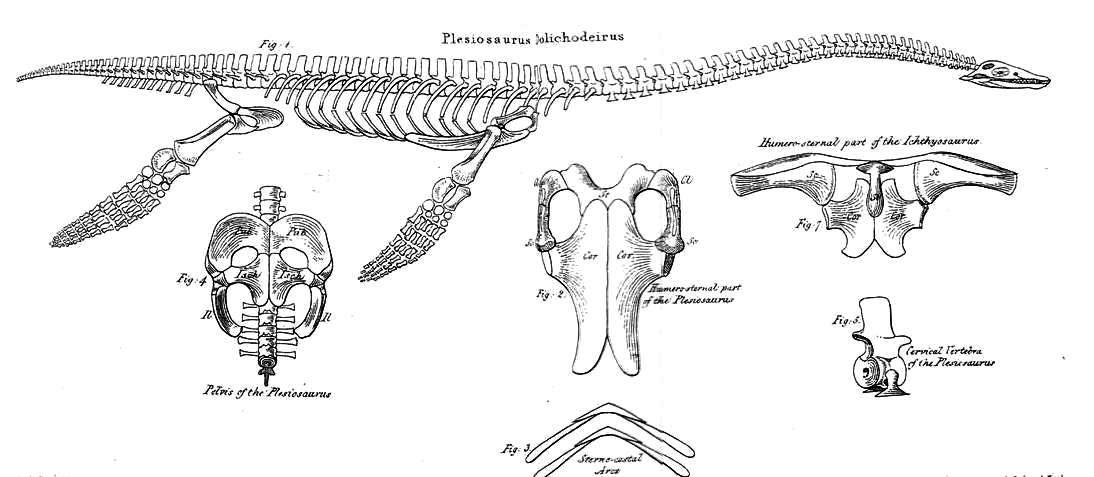
Ilustração da anatomia do esqueleto do plesiossauro do artigo de Conybeare de 1824 que descreve o esqueleto encontrado por Anning

Ele contribuiu com memórias geológicas para as Transações da Sociedade Geológica, os Anais de Filosofia e a Revista Filosófica. Em 1821, em colaboração com Henry De la Beche, ele se distinguiu por descrever, a partir de restos fragmentários, o Plesiossauro sáurio em um artigo para o Geológico que também continha uma importante descrição e análise de tudo o que havia sido aprendido até aquele ponto sobre a anatomia dos ictiossauros, incluindo o fato de haver pelo menos três espécies diferentes. Suas previsões sobre o plesiossauro foram provadas corretas pela descoberta de um esqueleto quase completo por Mary Anningem 1823, que Conybeare descreveu para a Geological Society em 1824. Entre suas memórias mais importantes está a do distrito carbonífero do sudoeste da Inglaterra, escrita em conjunto com o Dr. Buckland e publicada em 1824.

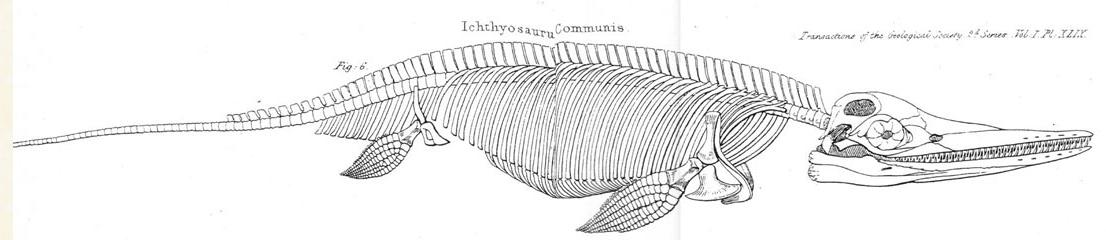
Diagrama da anatomia do esqueleto de um ictiossauro de um artigo de 1824 de Conybeare

Ele escreveu também sobre o vale do Tâmisa, sobre a teoria das cadeias de montanhas de Elie de Beaumont e sobre o grande deslizamento de terra que ocorreu perto de Lyme Regis em 1839 quando ele era vigário de Axminster.
Sua obra principal, entretanto, é Outlines of the Geology of England and Wales (1822), sendo uma segunda edição da pequena obra publicada por William Phillips e escrita em cooperação com aquele autor. As contribuições originais de Conybeare formaram a parte principal desta edição, da qual apenas a Parte 1, tratando do Carbonífero e dos estratos mais recentes, foi publicada. Fornece evidências ao longo do conhecimento extenso e preciso possuído por Conybeare; e exerceu uma influência marcante no progresso da geologia na Grã-Bretanha.
Conybeare era um defensor do criacionismo de lacunas.
Ele era um membro da Royal Society e um membro correspondente do Instituto da França. Em 1844, ele foi premiado com a medalha Wollaston pela Sociedade Geológica de Londres.
Seu irmão mais velho, o estudioso John Josias Conybeare, também se interessava por geologia.

### Death

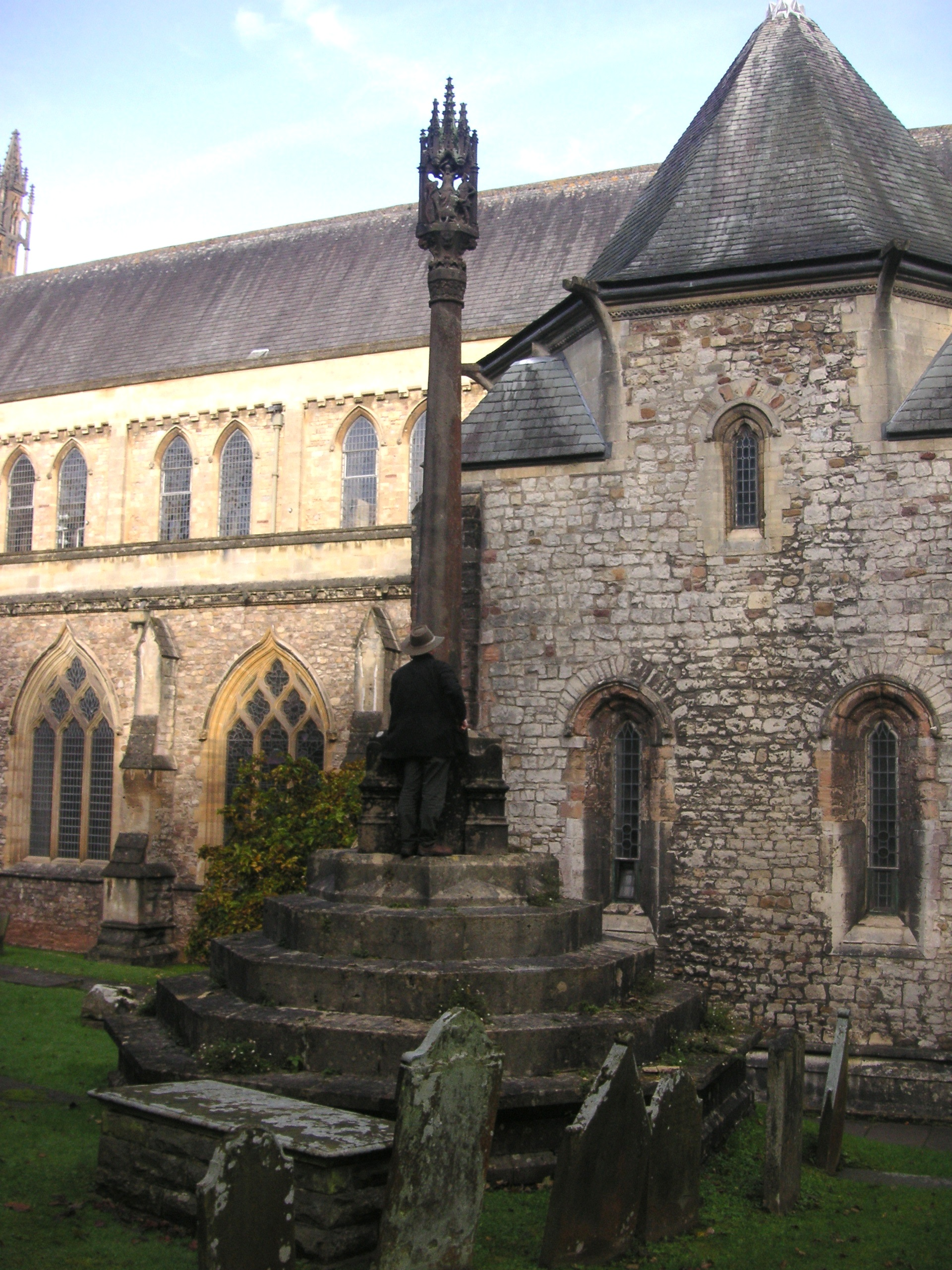
Túmulo e Memorial de WD Conybeare, Catedral de Llandaff.

Ele adoeceu no caminho para Weybridge, Surrey, para ver seu filho mais velho gravemente doente, William John Conybeare em julho de 1857, que morreu, e sua própria morte seguiu logo depois disso em 12 de agosto de 1857, em Itchen Stoke, Hampshire, onde outro filho, Charles Ranken Conybeare, tinha tomado recentemente a incumbência da igreja paroquial, e um terceiro filho, Henry Conybeare, foi mais tarde para construir uma nova igreja para substituí-lo. Ele está sepultado perto da Casa do Capítulo na Catedral de Llandaff e seu túmulo está marcado por uma cruz em um esguio eixo memorial.

## Trabalhos
- Outlines of the Geology of England and Wales, With an Introductory Compendium of the General Principles of That Science, and Comparative Views of the Structure of Foreign Countries. Part I [all issued], (London, 1822). Conybeare and W. Phillips
- "Observations on the South Western Coal District of England," in Transactions of the Geological Society of London, 2nd ser., 1, pt. 1, (1822). 210–316. W. Buckland and Conybeare
- "Memoir Illustrative of a General Geological Map of the Principal Mountain Chains of Europe," in Annals of Philosophy, n.s. 5 (1823), 1–16, 135–149, 210–218, 278–289, 356–359; n.s. 6 (1824), 214–219.
- "Notice of a Discovery of a New Fossil Animal, Forming a Link Between the lchthyosaurus and the Crocodile; Together With General Remarks on the Osteology of the Ichthyosaurus," in Transactions of the Geological Society of London, 5 (1821), 558–594
- "Additional Notices on the Fossil Genera Ichthyosaurus and Plesiosaurus," ibid., 2nd ser., 1 pt. 1 (1822), 103–123; and "On the Discovery of an Almost Perfect Skeleton of the Plesiosaurus," ibid., pt. 2 (1824), 381–389. Conybeare and H. T. De La Beche
- "On the Hydrographical Basin of the Thames, With a View More Especially to Investigate the Causes Which Have Operated in the Formation of the Valleys of That River, and Its Tributary Streams," in Proceedings of the Geological Society of London, 1, no. 12 (1829), 145–149.
- "Answer to Dr Fleming's View of the Evidence From the Animal Kingdom, as to the Former Temperature of the Northern Regions," in Edinburgh New Philosophical Journal, 7 (1829), 142–152.
- "On Mr Lyell's 'Principles of Geology,'" in Philosophical Magazine and Annals, n.s. 8 (1830), 215–219; and "An Examination of Those Phaenomena of Geology, Which Seem to Bear Most Directly on Theoretical Speculations," ibid., 359–362, 401–406; n.s. 9 (1831), 19–23, 111–117, 188–197, 258–270.
- Conybeare, "Inquiry How Far the Theory of M. Élie de Beaumont Concerning the Parallelism of the Lines of Elevation of the Same Geological Area, Is Agreeable to the Phaenomena as Exhibited in Great Britain," in Philosophical Magazine and Journal of Science, 1 (1832), 118–126; 4 (1834), 404–414.
- Conybeare, "Report on the Progress, Actual State and Ulterior Prospects of Geological Science," in Report of the British Association for the Advancement of Science, 1831–2 (1833), pp. 365–414
- An Analytical Examination into the Character, Value, and Just Application of the Writings of the Christian Fathers During the Ante-Nicene Period being the Bampton Lectures for the Year MDCCCXXXIX. By W. D. Conybeare, M. A. of Christ Church, Vicar of Axminster. (1839)
- '"A Critique of Uniformitarian Geology: A Letter From W. D. Conybeare to Charles Lyell, 1841," in Proceedings of the American Philosophical Society, 111 (1967), 272–287., M. J. S. Rudwick